# América Futebol Clube (Natal)
Pour les articles homonymes, voir América Futebol Clube.
Maillots
Dernière mise à jour : 16 mars 2025.
L'América Futebol Clube, plus couramment abrégé en América de Natal ou encore en América, est un club brésilien de football fondé en 1915 et basé dans la ville de Natal, dans l'État du Rio Grande do Norte.

## Histoire du club

### Historique
- 1915 : fondation du club

### Histoire
Le club est fondé le 14 juillet 1915 dans la résidence du juge Joaquim Homem de Siqueira, dans le quartier de Cidade Alta. Il est fondé par un groupe de 38 jeunes étudiants parmi lesquels : 
| - Abel Viana - Aguinaldo Câmara - Aguinaldo Fernandes - Aguinaldo Tinoco - Aníbal Ataliba - Braga Filho - Antônio da Rocha e Silva - Antônio Trigueiro - Armando da Cunha Pinheiro - Augusto Servita Pereira de Brito - Bartolomeu Campos Queiroz - Carlos de Laet - Carlos Fernandes Barros - Carlos Homem de Siqueira |  | - Clóvis Fernandes Barros - Francisco dos Reis Lisboa - Francisco Lopes Teixeira - Getúlio Soares - José Artur dos Reis Lisboa - José Lopes Teixeira - Lauro Lustosa - Lélio Fernandes - Manoel Coelho Filho - Mário Monteiro - Napoleão Soares - Oscar Homem de Siqueira - Sidrack Caldas |

Getúlio Soares devient le premier président, avec Mário Monteiro comme secrétaire, Clóvis Fernandes Barros comme trésorier et Manoel Coelho Filho comme gardien du matériel. Les première couleurs du club sont tout d'abord le bleu et le blanc (avant de changer pour ses couleurs actuelles en 1918). Le joueur international Nilo est l'une des premières vedettes de l'équipe.
Il est le premier club à remporter le Championnat du Rio Grande do Norte en 1919, et en outre le seul club de l'État à avoir disputé une compétition internationale, à savoir la Coupe CONMEBOL.
Le principal trophée du club à son palmarès est la Coupe du Nordeste remportée en 1998. Parmi les clubs du Rio Grande do Norte, il est celui ayant le plus participé à la Serie A brésilienne.
Aujourd'hui, le siège du club est situé dans le quartier de Tirol et le centre de formation est situé dans la ville de Parnamirim, dans la banlieue sud de Natal.

## Stades du club

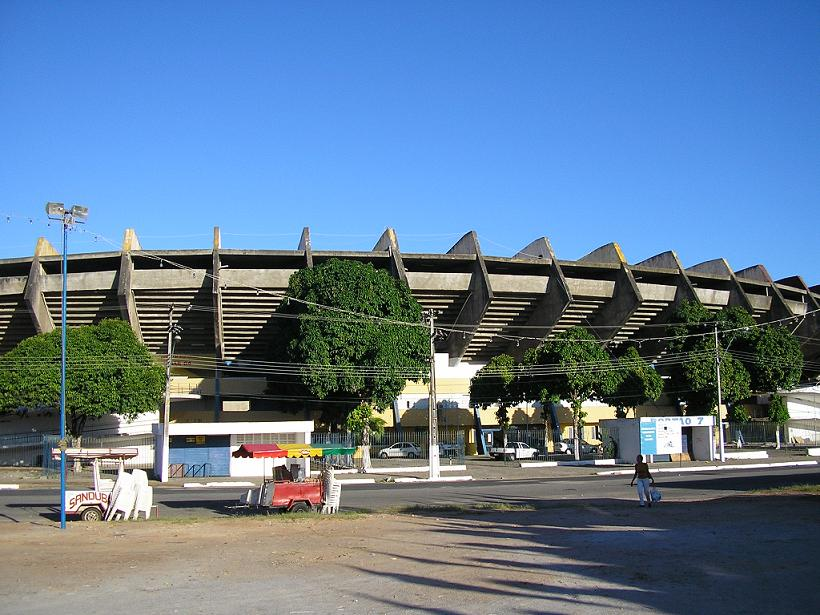
Image du stade Joao Machado de l'extérieur

Le club joue d'abord ses matchs à domicile au Stade Juvenal Lamartine à partir de 1928, avant d'ensuite emménager dans le Stade João Machado (Machadão) en 1972.
Après la démolition en 2011 du Machadão pour céder sa place à l'Arena das Dunas (le loyer du stade étant trop cher pour l'équipe qui ne peut donc s'y installer que provisoirement), l'América de Natal doit trouver des alternatives pour disputer ses matchs à domicile. Le conseil d'administration du club se décide alors de se faire construire son propre stade. En attendant la construction de son stade, l'América se partage de temps à autre le Stade Manoel Dantas Barretto (Barrettão) de Ceará-Mirim, le Stade municipal Eloy de Souza de Senador Elói de Souza ou encore le Stade José Nazareno do Nascimento (Nazarenão) de Goianinha avec d'autres clubs.
En 2019, le club devient propriétaire de son nouveau stade de l'Arena América.

## Palmarès
| \| - Championnat du Rio Grande do Norte (38) : - Champion : 1919, 1922, 1924, 1926, 1927, 1930, 1931, 1943, 1946, 1948, 1949, 1951, 1952, 1956, 1957, 1967, 1969, 1974, 1975, 1977, 1979, 1980, 1981, 1982, 1987, 1988, 1989, 1991, 1992, 1996, 2002, 2003, 2012, 2014, 2015, 2019, 2023 et 2024 - Coupe du Nordeste (1) : - Vainqueur : 1998. \| \| - Coupe Norte-Nordeste (2) : - Vainqueur : 1973[5] \| |  |                                                 |
| - Championnat du Rio Grande do Norte (38) : - Champion : 1919, 1922, 1924, 1926, 1927, 1930, 1931, 1943, 1946, 1948, 1949, 1951, 1952, 1956, 1957, 1967, 1969, 1974, 1975, 1977, 1979, 1980, 1981, 1982, 1987, 1988, 1989, 1991, 1992, 1996, 2002, 2003, 2012, 2014, 2015, 2019, 2023 et 2024 - Coupe du Nordeste (1) : - Vainqueur : 1998.                                                                |  | - Coupe Norte-Nordeste (2) : - Vainqueur : 1973 |

## Personnalités du club

### Présidents du club
| - Getúlio Soares (1915 - 1928) - José Gomes da Costa (1928 - 1930) - Edgar Homem Siqueira (1930 - 1932) - Osório Bezerra Dantas (1933 - 1934) - João Tinoco Filho (1934 - 1935) - Afonso Ligório Pinheiro (1935 - 1936) - Clóvis Fernandes Barros (1937 - 1938) - Rui Moreira Paiva (1938 - 1941) - Humberto de Oliveira Fernandes (1942 - 1943) - Humberto Nesi (1944 - 1945) - Rui Roberto de Paiva (1945 - 1947) - José Rodrigues de Oliveira (1947 - 1950) - Miguel Carrilho de Oliveira (1953) - Jeremias Pinheiro da C. Filho (1953 - 1956) | - Maurício Tinoco Carvalho (1956 - 1958) - Heriberto Ferreira Bezerra (1958 - 1961) - Humberto Pignataro (1965 - 1970) - Hugo Manso (1970 - 1972) - Dilermando Machado (1972 - 1974) - Carlos Jussier Trindade Santos (1976 - 1978) - Henrique Arnaldo Gaspar (1981 - 1984) - Carlos Jussier Trindade Santos (1985 - 1992) - Fernando de José Resende Nesi (1992 - 1994) - Marcos Antônio B. Cavalcanti (1994 - 1996) - José Maria Barreto de Figueiredo (1996) - Eduardo Serrano da Rocha (1996 - 1998) - Cláudio Negreiro Bezerra (1999) - Jerônimo Câmara Ferreira de Melo (2000) | - Francisco Soares de Melo (2003 - 2005) - Gustavo Carvalho (2005 - 2007) - José Vasconcelos da Rocha (2007 - 2009) - José Maria Barreto Figueredo (2010) - Clóvis Antônio T. Emídio (2010 - 2011) - Hermano da Costa Moraes (2011) - Alex Padang (2012 - 2013) - Gustavo Carvalho (2014 - 2015) - Beto Santos (2016 - 2017) - José Vasconcelos da Rocha (2017) - Eduardo Serrano da Rocha (2018 - 2019) - Leonardo Bezerra (2020) - Ricardo Valério (2020 - ) |

### Entraîneurs du club
| - Sávio Ferreira (août 1968 - septembre 1968) - Cezimar Borges (septembre 1968) - Pedrinho Rodrigues (octobre 1980 - mai 1981) - Octávio César (mai 1981) - Adílson (2002) - Francisco Diá (juillet 2011) - Flávio Araújo (juillet 2011) | - Argel Fucks (juillet 2013) - Marcelo Martellote (septembre 2014 - ?) - Aluísio Guerreiro (novembre 2015 - février 2016) - Guilherme Macuglia (février 2016 - avril 2016) - Sérgio China (mai 2016 - juin 2016) - Francisco Diá (juin 2016 - novembre 2016) - Felipe Surian (novembre 2016 - mars 2017) | - Flávio Araújo (mars 2017 - ?) - Leandro Campos (2017 - février 2018) - Pachequinho (février 2018 - mars 2018) - Luizinho Lopes (septembre 2018 - février 2019) - Moacir Júnior (février 2019 - juillet 2019) - Waguinho Dias (2019 - 2020) - Roberto Fernandes (2020 - ) |

## Identité du club

### Rivalité
L'América de Natal entretient une rivalité avec l'autre équipe principale de la ville, à savoir l'ABC Futebol Clube. Le match entre les deux équipes est appelé le « Clássico Rei ».